# Бело (Ен)
Бело (фр. Belleau) насеље је и општина у североисточној Француској у региону Пикардија, у департману Ен (Пикардија) која припада префектури Шато Тјери.
По подацима из 2011. године у општини је живело 139 становника, а густина насељености је износила 20,68 становника/km². Општина се простире на површини од 6,72 km². Налази се на средњој надморској висини од 106 метара (максималној 198 m, а минималној 87 m).

## Демографија
| 1962. | 1968. | 1975. | 1982. | 1990. | 1999. | 2011. |
| ----- | ----- | ----- | ----- | ----- | ----- | ----- |
| 108   | 117   | 109   | 119   | 134   | 135   | 139   |

График промене броја становника у току последњих година